# Beata
'аранеоморфных пауков из подсемейства Dendryphantinae в семействе пауков-скакунов (Salticidae). Все представители этого рода распространены в странах Южной Америки.

## Виды
- Beata aenea (Mello-Leitão, 1945) — Бразилия, Аргентина
- Beata blauveltae Caporiacco, 1947 — Гвиана
- Beata cephalica F. O. P-Cambridge — Панама
- Beata cinereonitida Simon, 1902 — Бразилия
- Beata fausta (Peckham & Peckham, 1901) — Бразилия
- Beata germaini Simon, 1902 — Бразилия, Парагвай
- Beata hispida (Peckham & Peckham, 1901) — Мексика
- Beata inconcinna (Peckham & Peckham, 1895) — Тринидад
- Beata jubata (C. L. Koch, 1846) — Сент-Томас
- Beata longipes (F. O. P.-Cambridge, 1901) — Панама
- Beata lucida (Galiano, 1992) — Аргентина
- Beata maccuni (Peckham & Peckham, 1895) — от Панамы до Бразилии
- Beata magna Peckham & Peckham, 1895 — от Гватемалы до Колумбии typus
- Beata munda Chickering, 1946 — Панама
- Beata octopunctata (Peckham & Peckham, 1893) — Сент-Винсент
- Beata pernix (Peckham & Peckham, 1901) — Бразилия
- Beata rustica (Peckham & Peckham, 1896) — от Гватемалы до Бразилии
- Beata striata Petrunkevitch, 1925 — Панама
- Beata venusta Chickering, 1946 — Панама
- Beata wickhami (Peckham & Peckham, 1894) — США, Багамские Острова, Куба
- Beata zeteki Chickering, 1946 — Панама